# HT Весов
HT Весов (лат. HT Librae), HD 130009 — одиночная переменная звезда в созвездии Весов на расстоянии приблизительно 1639 световых лет (около 502 парсеков) от Солнца. Видимая звёздная величина звезды — от +9,44m до +9,32m.

## Характеристики
HT Весов — оранжевый гигант, пульсирующая медленная неправильная переменная звезда (LB:) спектрального класса K2III. Эффективная температура — около 5366 К.